# Олкок, Резерфорд
Сэр Резерфорд Олкок (англ. Sir Rutherford Alcock; 1809—1897) — английский медик и дипломат.
Родился в 1809 году в Лондоне. Там же изучал медицину, с 1833 по 1834 год служил врачом при английском вспомогательном корпусе, действовавшем в Португалии и Испании.
По возвращении в 1837 году в качестве исправляющего должность главного инспектора лазаретов в Англию был назначен комиссаром в две комиссии, которые должны были разрешить спор о требованиях, предъявленных английским вспомогательным корпусом испанскому и португальскому правительствам. После этого Олкок был английским консулом в Фучжоу, позже в Шанхае и Кантоне, а в 1858 году, когда английское правительство решило завязать дружеские сношения с Японией, он был назначен консулом в Хакодате, а в 1859 году сделан английским послом при японском дворе. Ненависть жителей японских островов к чужеземцам была в то время еще так велика, что Олкоку пришлось в 1861 году выдержать вооруженное нападение на здание посольства. В 1862 году ему пожалован был орден Бани, а с 1865 по 1871 год Резерфорд Олкок был послом и полномочным министром в Пекине.
В 1876 году Олкок стал президентом Лондонского географического общества, а в 1878 г. руководил британским представительством на Всемирной выставке в Париже.
Резерфорд Олкок умер 2 ноября 1897 года.
В честь Олкока назван один из японских видов ели — Picea alcoquiana (H.J.Veitch ex Lindl.) Carrière — Ель Алькокка, или Ель двуцветная.